# Sinatra: World On a String
Sinatra: World On A String es un álbum box set (o recopilatorio) de presentaciones en vivo de Frank Sinatra grabado en Italia en 1953, en Mónaco en 1958, en Sídney en 1961, en El Cairo en 1979 y en la República Dominicana en 1982.
El box set incluye un DVD de un concierto en Tokio en 1962, con cortometrajes y publicidad de chocolate italiano, donde se puede ver a Sinatra durante su gira mundial de 1962.
El álbum continúa una serie de compilaciones en vivo de conciertos inéditos de Sinatra después de Sinatra: Vegas (2006), Sinatra: Nueva York (2009) y Sinatra: Londres (2014). 

## Recepción
El Sarasota Heraldo-Tribune comentó sobre el concierto de Mónaco que "Sinatra nunca había sonado mejor", ya que "este concierto es perfectamente un tesoro". El periodista del Sarasota Heraldo-Tribune, Tatangelo, notó la disminución en la voz de Sinatra por el año de 1979 en el concierto en Egipto, pero sentía que en 1982 durante el concierto en la República Dominicana Sinatra sonó "tan bien, quizás incluso mejor, que en la época de 1979", y destacó el rendimiento sublime del guitarrista Tony Mottola.Cada actuación refleja no solo su habilidad vocal y su carisma escénico, sino también la evolución de su estilo a lo largo de los años, adaptándose a los cambios en la música popular sin perder su esencia. En estas grabaciones, se puede apreciar cómo Sinatra interactuaba con diferentes culturas y públicos, destacando su capacidad para conectar con audiencias más allá del ámbito estadounidense.
Además, el conjunto incluye entrevistas, comentarios, detrás de cámaras y presentaciones televisivas que nunca antes habían sido lanzadas oficialmente. Estas piezas adicionales proporcionan un contexto histórico valioso sobre el legado de Sinatra y cómo fue percibido en diferentes partes del mundo, consolidando su posición como uno de los artistas más influyentes del siglo XX.

## Listado de pistas

### Disco Uno
Grabado en el Monte-Carlo Sporting Club, Montecarlo, Mónaco, el 14 de junio del 1958; contiene 18 a 25 pistas originalmente retransmitidas en el RAI Club Radiofónico el 20 de mayo de 1959:
1. Introduction by Noël Coward – 2:52
2. "Paly On: Clarke Street" (Elmer Bernstein) – 0:28
3. "Come Fly with Me" (Sammy Cahn, Jimmy Van Heusen) – 2:45
4. "I Get a Kick Out of You" (Cole Porter) – 3:01
5. "I've Got You Under My Skin" (Porter) – 1:53
6. "Where or When" (Lorenz Hart, Richard Rodgers) – 2:19
7. "Moonlight in Vermont" (John Blackburn, Karl Suessdorf) – 2:17
8. "On the Road to Mandalay" (Rudyard Kipling, Oley Speaks) – 2:36
9. "When Your Lover Has Gone" (Einar Aaron Swan) – 3:06
10. "April in Paris" (Vernon Duke, E.Y. "Yip" Harburg) – 2:26
11. "All the Way" (Cahn, Van Heusen) – 2:52
12. "Monique" (Elmer Bernstein, Cahn) – 3:22
13. "Bewitched" (Hart, Rodgers) – 3:28
14. "The Lady Is a Tramp" (Hart, Rodgers) – 3:04
15. Play Off: "(Love Is) The Tender Trap" (Cahn, Van Heusen) – 0:54
16. "You Make Me Feel So Young" (Mack Gordon, Josef Myrow) – 3:11
17. Bows: "(Love Is) The Tender Trap" – 0:43
18. Radio Club Introduction – 0:54
19. Welcome and Greetings – 4:49
20. "September Song" (Maxwell Anderson, Kurt Weill) – 2:44
21. Presentation and Announcements – 6:18
22. "Laura" (Johnny Mercer) – 2:13
23. Baseball Segment – 2:21
24. "Ninna Nanna" (Domenico Modugno) – 2:51
25. "Night and Day" (Porter) – 3:12
26. Closing Remarks – 3:23

### Disco Dos
Grabado en Sydney Estadio, Sídney, Australia, el 2 de diciembre del 1961:
1. Introduction by Tommy Hanlon Jr. – 0:53
2. "I've Got the World on a String" (Harold Arlen, Ted Koehler) – 2:13
3. "I Concentrate on You" (Porter) – 2:16
4. "Night and Day" – 2:31
5. "Moonlight in Vermont" – 3:25
6. "In the Still of the Night" (Porter) – 3:39
7. "I'll Be Seeing You" (Sammy Fain, Irving Kahal) – 2:20
8. "Day In, Day Out" (Rube Bloom, Mercer) – 2:36
9. "The Moon Was Yellow (And the Night Was Young)" (Fred E. Ahlert, Edgar Leslie) – 2:56
10. "You're Nobody 'Til Somebody Loves You" (James Cavanaugh, Russ Morgan, Larry Stock) – 3:46
11. Monologue – 5:33
12. "Come Fly with Me" – 2:38
13. "April in Paris" – 2:36
14. "A Foggy Day" (George Gershwin, Ira Gershwin) – 2:20
15. "Without a Song" (Edward Eliscu, Billy Rose, Vincent Youmans) – 3:51
16. "Imagination" (Johnny Burke, Van Heusen) – 2:58
17. "The Second Time Around" (Cahn, Van Heusen) – 4:37
18. "Young at Heart" (Carolyn Leigh, Johnny Richards) – 2:15
19. "Witchcraft" (Cy Coleman, Leigh) – 1:50
20. "Embraceable You" (G. Gershwin, I. Gershwin) – 3:03
21. "The One I Love (Belongs to Somebody Else)" (Isham Jones, Gus Kahn) – 3:04
22. "My Funny Valentine" (Hart, Rodgers) – 3:09
23. "My Blue Heaven" (Walter Donaldson, George A. Whiting) – 2:21
24. "Angel Eyes" (Earl Brent, Matt Dennis) – 3:43
25. "One for My Baby (And One More for the Road)" (Arlen, Mercer) – 4:46
26. "The Lady Is a Tramp" – 4:27

### Disco tres
Grabado en Giza, en el complejo de la pirámide, cercano a El Cairo, Egipto el 27 de septiembre de 1979:
1. Introduction by Jehan Sadat – 2:08
2. "The Song Is You" (Oscar Hammerstein II, Jerome Kern) – 3:02
3. "Where or When" (Hart, Rodgers) – 2:12
4. "The Lady Is a Tramp" – 2:39
5. "Someone to Watch over Me" (G. Gershwin, I. Gershwin) – 2:55
6. "Something" (George Harrison) – 4:19
7. "My Kind of Town" (Cahn, Van Heusen) – 2:58
8. "All the Way" – 2:23
9. "Bewitched" – 3:28
10. "I've Got You Under My Skin" – 2:55
11. Medley: "The Gal That Got Away"/"It Never Entered My Mind" (Arlen, I. Gershwin)/(Hart, Rodgers) – 5:44
12. Monologue – 5:48
13. "Try a Little Tenderness" (Jimmy Campbell, Reg Connelly, Harry M. Woods) – 3:34
14. "Strangers in the Night" (Bert Kaempfert, Charles Singleton, Eddie Snyder) – 1:38
15. "Street of Dreams" (Sam M. Lewis, Victor Young) – 2:08
16. "April in Paris" – 2:51
17. "Theme from New York, New York" (Fred Ebb, John Kander) – 3:44
18. "My Way" (Paul Anka, Claude François, Jacques Revaux) – 3:42
19. Bows: "My Way" – 2:29
20. Closing Comments – 0:21

### Disco cuatro
Grabado en el Concierto para las Américas en los Altos de Chavón, La Romana, República Dominicana, el 20 de agosto de1982:
1. "I've Got the World on a String" – 2:58
2. "I Get a Kick Out of You" – 4:30
3. "Come Rain or Come Shine" (Arlen, Mercer) – 3:57
4. "When Your Lover Has Gone" – 3:02
5. "The Lady Is a Tramp (with Reprise)" – 3:51
6. "The House I Live In" (Lewis Allan, Earl Robinson) – 5:46
7. "Searching" (Cahn, Jule Styne) – 3:55
8. "My Kind of Town" – 3:49
9. "Something" – 5:05
10. "The Best Is Yet to Come" (Cy Coleman, Leigh) – 3:29
11. "Strangers in the Night" – 2:28
12. "All or Nothing at All" (Arthur Altman, Jack Lawrence) – 4:04
13. Introduction of Musicians – 1:54
14. Medley: "The Gal That Got Away"/"It Never Entered My Mind" – 6:52
15. "I've Got You Under My Skin" – 4:19
16. "Send in the Clowns" (Stephen Sondheim) – 4:11
17. "Quiet Nights of Quiet Stars (Corcovado)" (Antonio Carlos Jobim, Gene Lees) – 3:47
18. "I Won't Dance" (Dorothy Fields, Otto Harbach, Hammerstein, Kern, Jimmy McHugh) – 3:59
19. Buddy Rich Band Introduction – 0:31
20. "Theme from New York, New York" – 4:23
21. Bows: "Theme from New York, New York" – 2:24

### Disco Cinco (DVD)
Grabado en Hibiya Parque, en Tokio, Japón, el 21 de abril de 1962:
1. Introduction
2. "Too Marvelous for Words" (Mercer, Richard A. Whiting)
3. "Imagination"
4. "Moonlight in Vermont"
5. "Day in, Day Out"
6. "Without a Song"
7. "The Moon Was Yellow (And the Night Was Young)"
8. "I've Got You Under My Skin"
9. "I Get a Kick Out of You"
10. "At Long Last Love" (Porter)
11. "My Funny Valentine"
12. "In the Still of the Night"
13. "Embraceable You"
14. "Night and Day"
15. "April in Paris"
16. "The Lady Is a Tramp"
17. Bows
18. Monologue and Band Introductions
19. "All the Way"
20. "Chicago (That Toddlin' Town)" (Fred Fisher)
21. "I Could Have Danced All Night" (Alan Jay Lerner, Frederick Loewe)
22. Closing Bows
23. Frank Sinatra with All God's Children, 1962
24. Sinatra in Israel, 1962

Perguina Anuncios, 1962:
1. "Night and Day"
2. "My Funny Valentine"
3. "I've Got You Under My Skin"
4. "Moonlight in Vermont"
5. "I Love Paris" (Porter)
6. "Come Fly with Me"
7. "My Blue Heaven"
8. "Chicago (That Toddlin' Town)"
9. "Imagination"
10. "Witchcraft"
11. "A Foggy Day"
12. "The Lady Is a Tramp"

## Músicos
- Frank Sinatra – vocales
- Billy Byers, Billy May, Don Costa, Ernie Freeman, Gordon Jenkins, Neal Hefti, Nelson Riddle, Quincy Jones – arreglos
- Domenico Modugno – vocales, guitarra, en "Ninna Nanna"
- Tony Mottola – guitarra
- Bill Miller – piano, arreglos, notas
- Buddy Rich big band

### Producción
- Al Viola, Frank Sinatra Jr., George B. Honchar, Hank Cattaneo, Ron Anthony - notas
- Vartan - dirección de arte
- Leon Smith - restauración de audio
- Herman Leonard - foto de portada
- Andy Engel - diseño
- Robert Finkelstein - productor ejecutivo
- Larry Walsh - Ingeniero de masterización
- Xilonen Oreshnick - coordinación de fotos
- Charles Pignone - productor, notas
- Ute Friesleben - director de producción
- Frank Collura, Liuba Shapiro - director de producto